# Ploče
Ploče [ˈplɔtʃɛ] (italienisch Porto Tolero) ist eine Hafenstadt im Süden Kroatiens. Sie gehört zur Gespanschaft Dubrovnik-Neretva.

## Geographie

### Lage
Die Stadt ist die größte Stadt an der strategisch bedeutenden Deltamündung des hier schiffbaren Flusses Neretva in das Adriatische Meer. Auch der Neretvakanal führt durch das Stadtgebiet.
Das Stadtgebiet reicht bis ans Ufer der Neretva und an die Seen (Birina-See) des Flussdeltas heran. Sehenswert sind besonders die Baćina-Seen (Baćinska jezera) (Kryptodepression) im bergigen Hinterland der Stadt.

### Stadtgliederung
Die Stadt Ploče besteht aus 9 Siedlungen (Stand 2006): Baćina, Banja, Komin, Peračko Blato, Plina Jezero, Ploče, Rogotin, Staševica und Šarić Struga.

### Bevölkerung
Die Stadt zählt 10.135 Einwohner (Stand: 2011). Die Mehrheit der Bevölkerung stellen mit 95,93 % die Kroaten.

## Geschichte
Die erste Erwähnung des Ortes als lat. Ploca erfolgte 1387 in Ragusa.
Bedeutung erhielt der Ort durch seine Lage an dem Verkehrsweg zwischen Meer und den Städten Metković und Mostar, die an der Neretva liegen.

### Name
Der heutige kroatische Name Ploče bedeutet auf Deutsch „die Platten“ und gilt als ältester Name der Stadt.
Ploče besitzt daneben eine historische Vielzahl des Stadtnamens. Im Königreich Jugoslawien wurde Ploče in Aleksandrovo (nach König Aleksandar I. Karađorđević) umbenannt und behielt diesen Namen bis zum Zweiten Weltkrieg. Während der italienischen Besetzung hieß der Ort dann Porto Tolero. Zu Kriegsende 1945 kehrte man zum Namen Ploče zurück. Den Namen Kardeljevo trug der Ort zum Andenken an den jugoslawischen kommunistischen Politiker Edvard Kardelj aus Slowenien bereits 1950–1954 sowie nach seinem Tod 1980–1990. In der Zwischenzeit von 1954 bis 1980 und seit der Unabhängigkeit der Republik Kroatien 1990 hieß und heißt der Ort Ploče.

## Wirtschaft
Ploče ist Standort des zweitgrößten kroatischen Adriahafens nach Rijeka. Der Hafen ist auch von strategischer Bedeutung für die Wirtschaft Bosnien und Herzegowinas. Beim Hafen haben sich naturgemäß auch Speditions- und Logistikunternehmen angesiedelt. Der Umschlag betrug 2005 ca. 2,5 Millionen Tonnen.
Bedeutend ist die extensive landwirtschaftliche Nutzung des Deltas, insbesondere die Mais- und Obstproduktion.
Weiterhin befinden sich nahe dem Hafen Industrieunternehmen.
Der Tourismus hat in Ploče noch wenig Bedeutung, soll aber am Fluss Neretva und an den Baćinska-Seen entwickelt werden.

## Verkehr
Ploče hat über die Bahnstrecke Sarajevo–Ploče, Teil des Paneuropäischen Verkehrskorridors Vc, Anschluss nach Mostar (Bosnien-Herzegowina/BiH). Seit 1. Juli 2022 gibt es von Ploče nach Bosnien-Herzegowina nur im Sommer dreimal in der Woche auch wieder grenzüberschreitenden Personenverkehr.
Ploče hat Anschluss an die kroatischen Autobahnen A1 und A10.

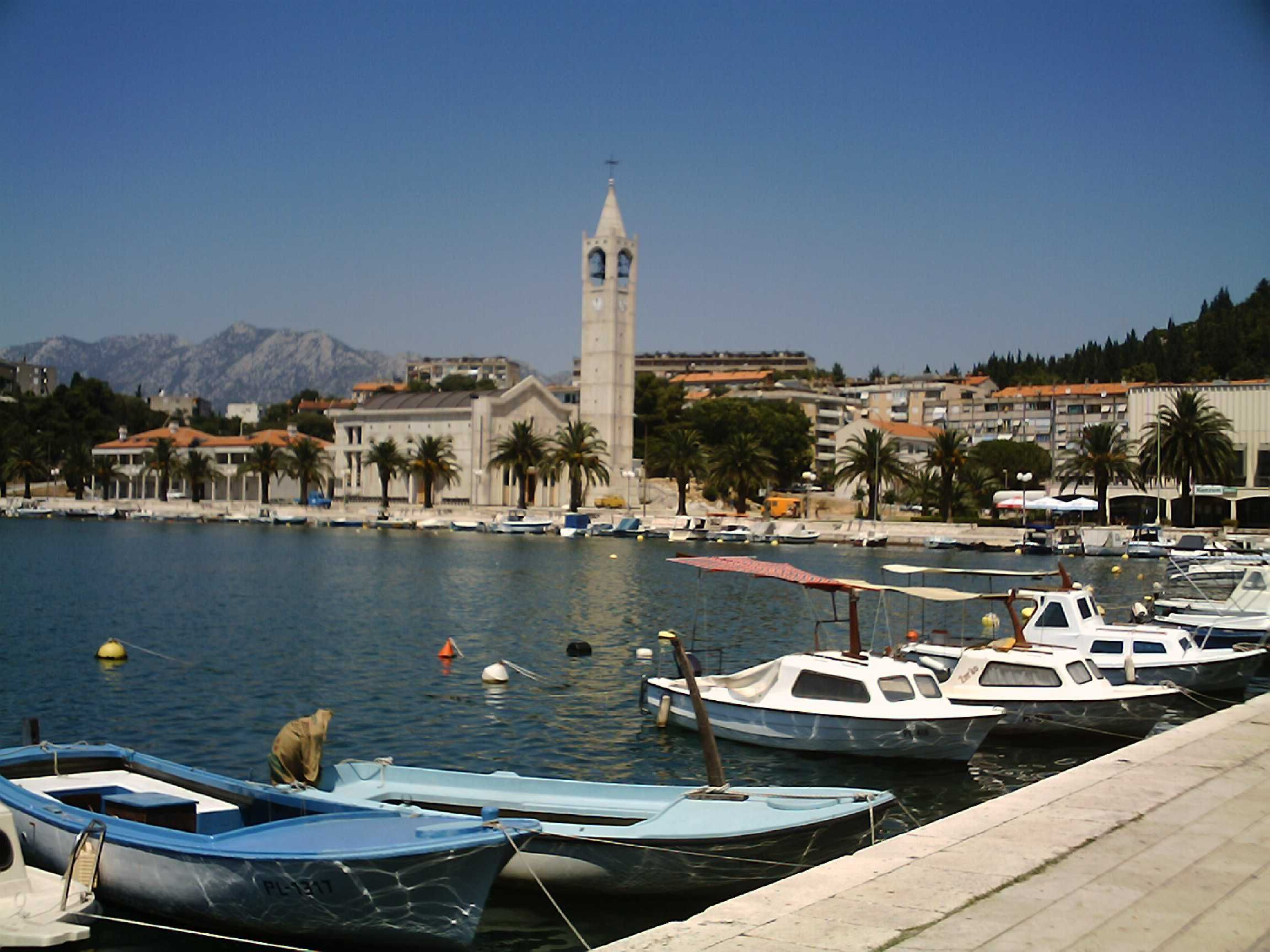
Hafen von Ploče
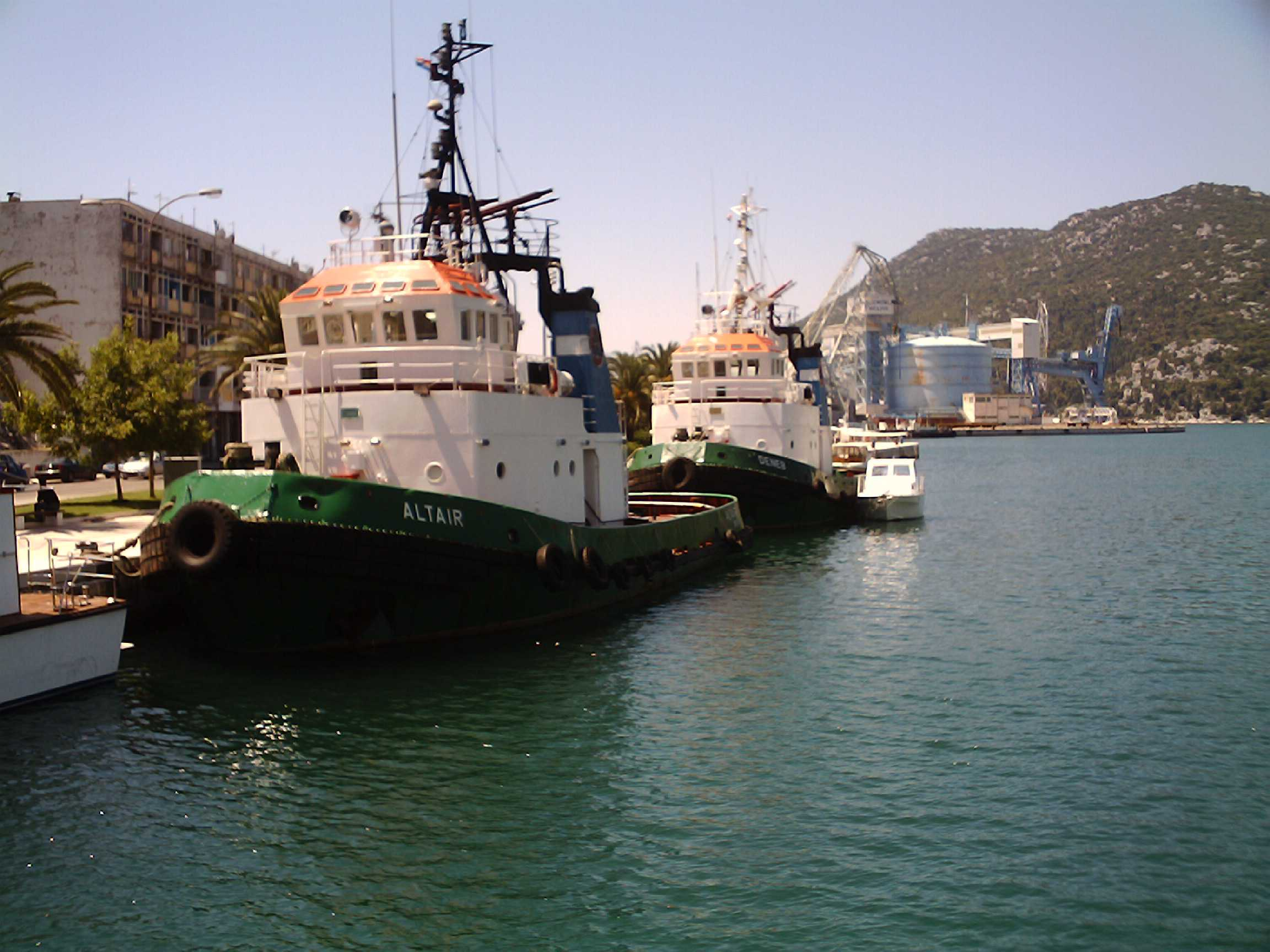
Hafen von Ploče
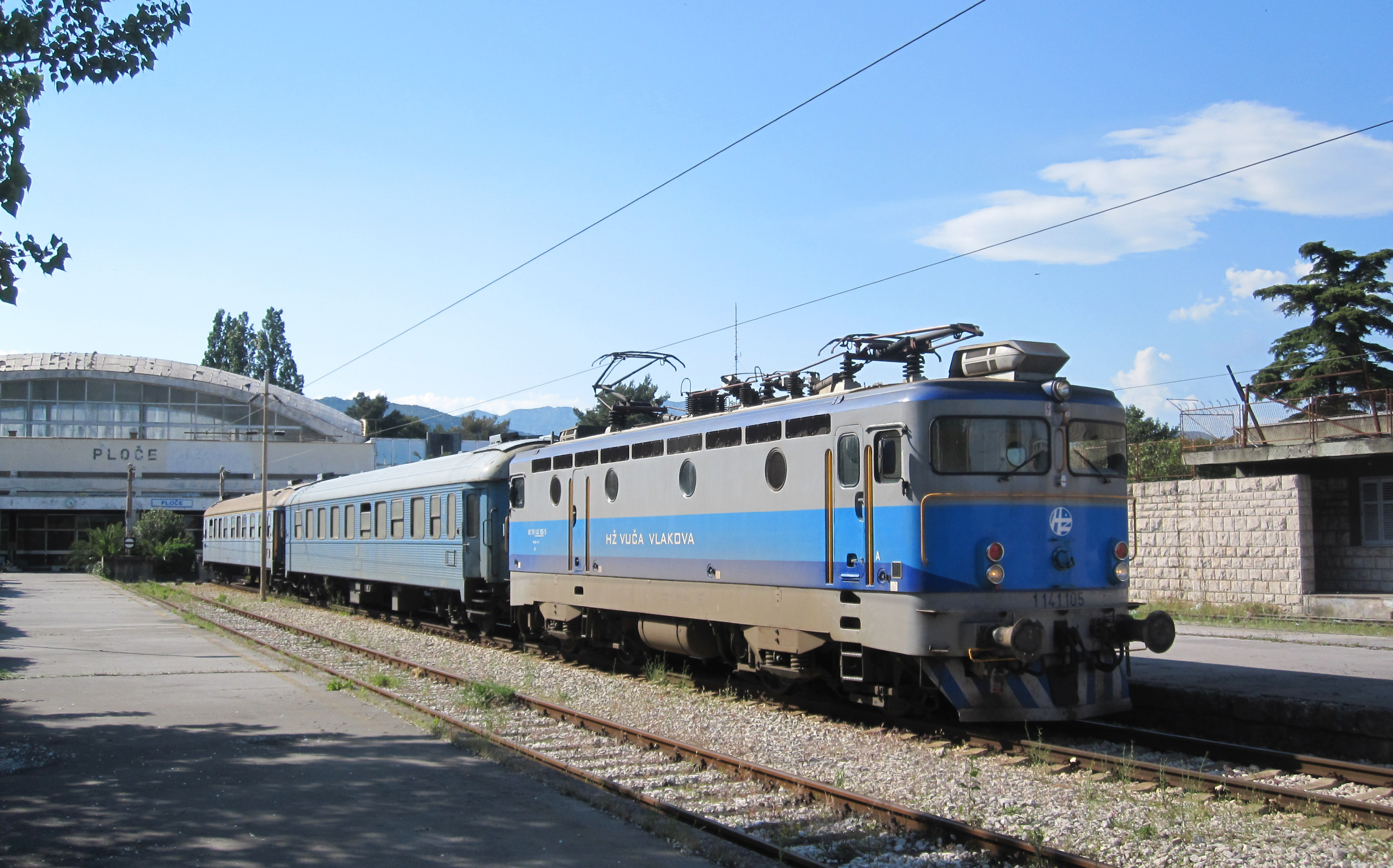
Bahnhof von Ploče

## Küche
Spezialitäten der Region sind unter anderem gegrillte Aale und Fischeintopf nach Neretva-Art (Neretvanski brodet).

## Persönlichkeiten
- Denis Batinović Pekma, Komponist
- Rafael Dropulić, Sänger
- Ante Karamatić, Bürgermeister
- Mišo Krstičević, Fußballer und Trainer
- Ivo Smoljan (1926–1999), Schriftsteller
- Hrvoje Vejić (* 1977), Fußballer